# ناوخ (تشناران)
ناوخ (بالفارسية: ناوخ) هي قرية تقع في قسم بيزكي الريفي (مقاطعة تشناران) في إيران. يقدر عدد سكانها بـ 18 نسمة بحسب إحصاء 2016.